# Dissochaeta decipiens
Dissochaeta decipiens är en tvåhjärtbladig växtart som beskrevs av Carl Ludwig von Blume. Dissochaeta decipiens ingår i släktet Dissochaeta och familjen Melastomataceae. Inga underarter finns listade i Catalogue of Life.